# Kim Yong-rim
Kim Yong-rim (3 de marzo de 1940) es una actriz surcoreana. 

## Carrera
Debutó en 1961 y desde entonces ha trabajado de manera constante en dramas como Silver Grass, por el que ganó el Gran Premio (Daesang) en los MBC Drama Awards 1985.

## Filmografía

### Series de televisión
| Año       | Título                                    | Red     | Notas       |
| --------- | ----------------------------------------- | ------- | ----------- |
| 1974      | Paldogangsan: Where Flowers Bloom         |         |             |
| 1975      | Bride's Diary                             | MBC     |             |
| 1977      | 왜 그러지                                 |         |             |
| 1977      | I Regret It                               |         |             |
| 1978      | Lawful Wife                               |         |             |
| 1978      | Young Master                              | MBC     |             |
| 1979      | 산이 되고 강이 되고                       |         |             |
| 1980      | Daughter                                  |         |             |
| 1980      | Terminal                                  |         |             |
| 1981      | Gyo-dong Madam                            | MBC     |             |
| 1981      | Let's Love                                |         |             |
| 1982      | Market People                             |         |             |
| 1982      | Annals of Renunciation - Kim Gap-sun      |         |             |
| 1982      | Friend, Friend                            |         |             |
| 1982      | Women's History - Hwang Jini              |         |             |
| 1983      | Your Portrait                             |         |             |
| 1983      | Father and Son                            | MBC     |             |
| 1984      | Love and Truth                            | MBC     |             |
| 1985      | Silver Grass                              |         |             |
| 1986      | 500 Years of Joseon - The Hoechun Gate    |         |             |
| 1987      | Love and Ambition                         |         |             |
| 1988      | Forget Tomorrow                           |         |             |
| 1989      | Sleepless Tree                            |         |             |
| 1989      | Journal of Baekbeom                       | MBC     |             |
| 1989      | A Happy Woman                             |         |             |
| 1990      | House with a Sunken Courtyard             | MBC     |             |
| 1990      | That Woman                                | MBC     |             |
| 1991      | The Beginning of the End                  |         |             |
| 1991      | Women's Time                              | KBS2    |             |
| 1991      | Dongui Bogam (Mirror of Eastern Medicine) | MBC     |             |
| 1991      | Beyond the Mountains                      | MBC     |             |
| 1992      | Gwanchon Essay                            | SBS     |             |
| 1993      | How's Your Husband?                       | SBS     |             |
| 1993      | Woman's Mirror                            | SBS     |             |
| 1993      | Theme Series "A Thing Called Love"        |         |             |
| 1994      | Mudang                                    | KBS2    |             |
| 1994      | Shoal                                     | MBC     |             |
| 1995      | Dazzling Dawn                             | KBS1    |             |
| 1996      | Gomtang (Oxtail Soup)                     | SBS     |             |
| 1996      | Daughter-in-Law's Three Kingdoms          | KBS2    |             |
| 1996      | Three Guys and Three Girls                | MBC     |             |
| 1996      | Power of Love                             | MBC     |             |
| 1997      | Women                                     |         |             |
| 1998      | Shy Lovers                                | MBC     |             |
| 1998      | Married 7 Years                           |         |             |
| 1998      | I Hate You, But It's Fine                 | SBS     |             |
| 1999      | Trap of Youth                             | SBS     |             |
| 1999      | I'm Still Loving You                      | MBC     |             |
| 1999      | Days of Delight                           | MBC     |             |
| 2000      | Ajumma                                    | MBC     |             |
| 2000      | Promise                                   | KBS1    |             |
| 2001      | Well Known Woman                          | SBS     |             |
| 2001      | Empress Myeongseong                       | KBS2    |             |
| 2002      | Miss Mermaid                              | MBC     |             |
| 2003      | Wife                                      | KBS2    |             |
| 2003      | Wedding Gift                              |         |             |
| 2003      | A Problem at My Younger Brother's House   | SBS     |             |
| 2004      | Lotus Flower Fairy                        | MBC     |             |
| 2004      | The Age of Heroes                         | MBC     |             |
| 2005      | Three-Leaf Clover                         | SBS     |             |
| 2005      | The Barefooted Youth                      | MBC     |             |
| 2005      | My Girl                                   | SBS     |             |
| 2006      | One Day Suddenly                          | SBS     |             |
| 2007      | Bad Woman, Good Woman                     | MBC     |             |
| 2007      | Landscape in My Heart                     | KBS1    |             |
| 2008      | I Am Happy                                | SBS     |             |
| 2008      | Don't Be Swayed                           | MBC     |             |
| 2008      | Aster                                     | MBC     |             |
| 2009      | Again, My Love                            | KBS2    |             |
| 2009      | Two Wives                                 | SBS     |             |
| 2009      | Style                                     | SBS     |             |
| 2010      | Life Is Beautiful                         |         |             |
| 2011      | Ojakgyo Family                            | KBS2    |             |
| 2012      | Drama Special "A Corner"                  |         |             |
| 2013      | You Are the Best!                         | KBS2    |             |
| 2013      | Drama Special "Mother's Island"           | KBS2    | [ 5 ] [ 6 ] |
| 2013      | The Greatest Thing in the World           | MBC     |             |
| 2013      | Thrice Married Woman                      | SBS     |             |
| 2014      | Jang Bo-ri is Here!                       | MBC     | [ 7 ]       |
| 2014      | Everybody, Kimchi!                        | MBC     |             |
| 2014      | Birth of a Beauty                         | SBS     |             |
| 2015      | Love on a Rooftop                         | KBS2    |             |
| 2018-2019 | Memorias de la Alhambra                   | tvN     |             |
| 2021      | Hello, Me! (Hello? It’s Me!)              | KBS2    | [ 8 ]       |
| 2022-23   | Three Bold Siblings                       | KBS2    | [ 9 ]       |
| 2024      | When Life Gives You Tangerines            | Netflix | [ 10 ]      |